# Begraafplaats van Dernancourt
De Begraafplaats van Dernancourt is een gemeentelijke begraafplaats in het Franse dorp Dernancourt (departement Somme). De begraafplaats ligt op 420 m ten noordwesten van het dorpscentrum (Église Saint-Léger) en heeft een driehoekig grondplan met een oppervlakte van ruim 3.930 m². Ze wordt omsloten door een haag en bomen en een tweedelig hek sluit de begraafplaats af. De Britse militaire begraafplaats Dernancourt Communal Cemetery Extension grenst ten noordwesten aan deze begraafplaats.

## Franse oorlogsgraven
Op de begraafplaats ligt een perk met meer dan 130 Franse gesneuvelden uit de Eerste Wereldoorlog.

## Britse oorlogsgraven
Op de begraafplaats liggen drie perken met Britse gesneuvelde militairen uit de Eerste Wereldoorlog.
De gemeentelijke begraafplaats van Dernancourt werd door veldhospitalen gebruikt van september 1915 tot augustus 1916 en opnieuw tijdens het Duitse lenteoffensief van maart 1918. Op dat ogenblik lagen er 127 slachtoffers begraven. In juli 1916, bij de aanvang van de Slag aan de Somme werd het hoofdveldhospitaal van het XV Corps in de gemeente opgericht en de aangrenzende uitbreiding (extension) naast de begraafplaats aangelegd.
Er liggen 123 Britten, 3 Australiërs en 1 Duitser begraven.
De graven worden onderhouden door de Commonwealth War Graves Commission en staan er geregistreerd onder Dernancourt Communal Cemetery.

### Onderscheiden militairen
- Bertrand Gorges Reginald Gordon, luitenant-kolonel bij Gordon Highlanders werd onderscheiden met de Distinguished Service Order (DSO).
- Ronald D'Albertanson, onderluitenant bij het Dorsetshire Regiment werd onderscheiden met het Military Cross (MC).
- de sergeanten Arthur Edward Henry Bailey (Australian Infantry, A.I.F.) en Henry O'Grady (Oxford and Bucks Light Infantry) werden onderscheiden met de Military Medal (MM).